# Серокрылая чайка
Серокрылая чайка (лат. Larus glaucescens) — вид птиц из семейства чайковых (Laridae), обитающий от западного побережья Аляски до побережья штата Вашингтон. Это близкий родственник Larus occidentalis и часто скрещивается с ним, в результате чего идентификация проблематична. Продолжительность жизни составляет около 15 лет.
Это большие птицы, близкие по размерам к серебристой чайке. Они достигают 50—68 см в длину и с размахом крыльев 120—150 см, с массой тела 850—1700 г. Он имеет белую голову, шею, грудь и брюхо, белый хвост, и жемчужно-серые крылья и заднюю часть тела. Молодые птицы коричневые или серые с чёрным клювом. Оперение взрослой птицы приобретают на четвёртом году жизни.
Птицы гнездятся в летний период, и каждая пара воспитывает двух-трёх птенцов, которые становятся оперёнными на шестую неделю. Питаются вдоль побережья погибшими или больными животными, рыбой, мидиями и объедками.